# Neotanais robustus
Neotanais robustus är en kräftdjursart som beskrevs av Wolff 1956. Neotanais robustus ingår i släktet Neotanais och familjen Neotanaidae. Inga underarter finns listade i Catalogue of Life.